# COBOL
COBOL je višji programski jezik. Ime je kratica za COmmon Business Oriented Language (obči poslovno usmerjen jezik), namenjen je poslovnim obdelavam, pri katerih je treba izvesti razmeroma preproste operacije nad veliko količino podatkov. Razvili so ga v začetku 60. let dvajsetega stoletja. Jezik je močno usmerjen v komercialna opravila in je zelo lahek za učenje, toda zelo dolgovezen. COBOL se veliko uporablja na velikih računalnikih.